# Hugo da Cunha Machado
Hugo da Cunha Machado (São Luís, MA, 3 de novembro de 1898 – Rio de Janeiro, RJ, 1º de fevereiro de 1989) foi um militar, professor e político brasileiro que representou o Maranhão na Câmara dos Deputados.

## Dados biográficos
Filho de Francisco da Cunha Machado e Francisca da Cunha Machado. Aluno da Escola Naval, ingressou na Aviação Naval Brasileira e participou do serviço de patrulhamento da costa durante a Primeira Guerra Mundial. Professor da Escola de Aviação Naval, foi incorporado à Força Aérea Brasileira quando criaram o Ministério da Aeronáutica. Serviu também durante a Segunda Guerra Mundial e em sua carreira foi subchefe do Estado-Maior da Aeronáutica chegando à patente de marechal do ar. Foi presidente da Associação Brasileira de Direito Aeronáutico e Espacial e representou o Brasil na Organização da Aviação Civil Internacional.
Exerceu sua carreira política durante os anos 1950 elegendo-se deputado federal em 1950 via PST e pelo PSD em 1954. A seguir disputou, sem sucesso, o governo do Maranhão em 1955 e uma cadeira de senador em 1958, nas legendas do PTN e da UDN, respectivamente. Pouco tempo depois afastou-se da política.
Em 1985 o Aeroporto Internacional de São Luís foi rebatizado em sua homenagem.